# Helenowo (rejon mołodecki)
Helenowo – dawna osada kolejowa. Tereny, na których była położona leżą obecnie na Białorusi, w obwodzie mińskim, w rejonie mołodeckim.

## Historia
W czasach zaborów w gminie Mołodeczno, w powiecie wilejskim, w guberni wileńskiej Imperium Rosyjskiego.
W latach 1921–1945 folwark a następnie osada kolejowa leżała w Polsce, w województwie wileńskim, w powiecie wilejskim, od 1927 roku w powiecie mołodeczańskim, w gminie Mołodeczno.
Według Powszechnego Spisu Ludności z 1921 roku zamieszkiwało tu 28 osób, 17 było wyznania rzymskokatolickiego a 11 prawosławnego. Jednocześnie 23 mieszkańców zadeklarowało polską a 5 białoruską przynależność narodową. Były tu 3 budynki mieszkalne. W 1931 w 6 domach zamieszkiwały 43 osoby.
Wierni należeli do parafii prawosławnej w Mołodecznie. Miejscowość podlegała pod Sąd Grodzki w Mołodecznie i Okręgowy w Wilnie; właściwy urząd pocztowy mieścił się w Mołodecznie.
Od września 1922 do września 1939 w Helenowie stacjonował 86 pułk piechoty. W kampanii wrześniowej 1939 pułk walczył w składzie 19 Dywizji Piechoty. Na części terenu folwarku powstał duży garnizon wojskowy. Mieszkało tu 68 oficerów i 2200 żołnierzy i rodzin podoficerów regularnego wojska.
W wyniku napaści ZSRR na Polskę we wrześniu 1939 miejscowość znalazła się pod okupacją sowiecką. 2 listopada została włączona do Białoruskiej SRR. Od czerwca 1941 roku pod okupacją niemiecką. W 1944 miejscowość została ponownie zajęta przez wojska sowieckie i włączona do Białoruskiej SRR.